# هری تایرر
هری تایرر (انگلیسی: Harry Tyrer؛ زادهٔ ۶ دسامبر ۲۰۰۱) بازیکن فوتبال اهل انگلستان است که به صورت قرضی از باشگاه فوتبال اورتون برای باشگاه فوتبال بلکپول بازی می‌کند. 